# Адалберт II (Реция)
Адалберт II Светлейши (на немски: Adalbert II der Erlauchte, * ок. 825, † ок. 900/906) е граф в Реция (Швабия) на Тургау, Албгау, Хегау (825 – 905).

## Произход
Адалберт II произлиза от алеманския род Бурхардинги, син на Адалберт I († ок. 946), граф в Реция и Тургау (от 836) и внук на Хунфрид I († 835), херцог на Фриули, маркграф на Истрия и Реция.
Адалберт II е важен помощник на Каролингите против Горна Бургундия. Той е missus на краля, доказан в документи (854 – 894).

## Фамилия
Адалберт II се жени и е баща на:
- Бурхард I (855/860 – 911), херцог на Швабия
- Адалберт III, екзекутиран 911
- Дитбирга (Теотберга) (880 – 924), омъжена за Хугбалд I фон Дилинген († 909)
- Манеголд